# Cleveland Bridge & Engineering Company
Cleveland Bridge & Engineering Company — известная мостостроительная компания, занимающаяся также инженерными исследованиями. Штаб-квартира расположена в Дарлингтоне в Англии. Данная компания известна участием в таких известных проектах, как Мост водопада Виктория и мост Хамбер.

## История
Компания была основана в 1877 году как фабричное производство. В 1969 году была приобретена компанией Trafalgar House.
В 1976 году в Дубае открылась дочерняя компания, в 1982 году её штаб-квартира разместилась в городе Дарлингтон в Англии.
В 1990 году компания была объединена с Redpath Dorman Long, которая была приобретена Trafalgar House в 1982 году у Dorman Long group, образовав Cleveland Structural Engineering. Компания была переименована в Kvaener Cleveland Bridge после приобретения Trafalgar House компании Kværner в 1996 году.
В середине 2000 года компания стала независимым предприятием посредством выкупа собственным менеджментом размере 8.3 миллионов фунтов стерлингов (12.3 миллионов долларов США), также была выкуплена и Дубайская дочерняя компания.

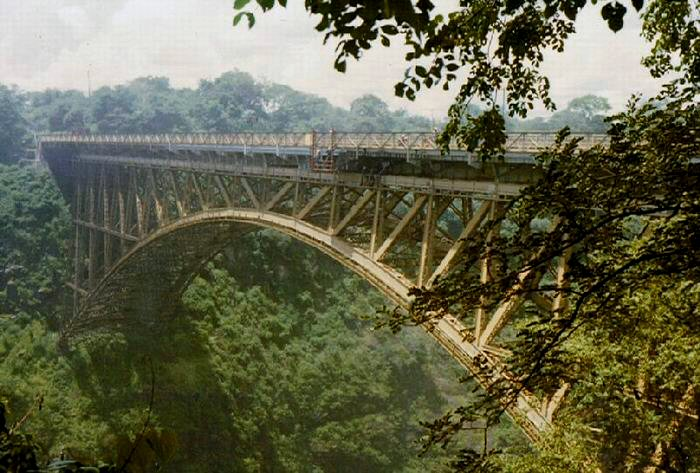
Мост водопада Виктория

В конце 2000 Al Rushaid Group приобрела 50 % акций компании, повысив свою долю до 88,5 % в сентябре 2002 года.
В 2002 году компания получила контракт на 60 миллионов фунтов стерлингов на стальные конструкции для нового стадиона Уэмбли. Однако спор по контракту между Cleveland Bridge и его субподрядчиком Hollandia привёл к выходу из проекта Cleveland Bridge в 2004 году в результате тяжбы между Cleveland Bridge и главным подрядчиком Brookfield Multiplex. Спор привел к задержкам в завершении проекта нового Уэмбли. Кроме того данный трудовой спор привёл к увольнению 200 работников и пикетированию.

## Построенные мосты
Компания построили много мостов, включая:
| Мост                           | Расположение                   | Год  | Примечания                                                                  |
| ------------------------------ | ------------------------------ | ---- | --------------------------------------------------------------------------- |
| Мост водопада Виктория         | Зимбабве / Замбия              | 1905 |                                                                             |
| Мост Вайбаду (Садовый мост)    | Шанхай, Китай                  | 1906 |                                                                             |
| Мост короля Эдварда VII        | Ньюкасл-апон-Тайн, Англия      | 1908 |                                                                             |
| Нильский мост                  | Египет                         | 1909 |                                                                             |
| Мидлсброский транспортный мост | Мидлсбро                       | 1911 |                                                                             |
| Второй Нильский мост           | Египет                         | 1911 |                                                                             |
| Трент Бридж                    | Ноттингем                      |      | Расширение компанией Cleveland Bridge & Engineering Company, 1924—1926 годы |
| Чизуик-Бридж                   | Лондон                         | 1933 |                                                                             |
| Verrugas Bridge                | Перу                           | 1936 |                                                                             |
| Гоурах-Бридж                   | Индия                          | 1942 |                                                                             |
| Харбор-Бридж                   | Окленд, Новая Зеландия         | 1959 |                                                                             |
| Тамар-Бридж                    | Англия                         | 1959 |                                                                             |
| Форт-Роуд                      | Шотландия                      | 1964 | ACD Consortium                                                              |
| Севернский мост                | Эстуарий Северна, Уэльс/Англия | 1966 | ABB Consortium                                                              |
| Уайский мост                   | Эстуарий Северна, Уэльс/Англия | 1968 |                                                                             |
| Босфорский мост                | Турция                         | 1973 | Общая длина 1560 метров                                                     |
| Хамбер                         | Англия                         | 1981 | Основной пролёт 1410 метров                                                 |
| Мост Королевы Елизаветы II     | Лондон                         | 1991 | Основной пролёт 450 метров, общая длина 2872 метров.                        |
| Цинма                          | Гонконг                        | 1997 | Пролёт 1377 метров                                                          |
| Мост Цзянъинь                  | Цзянсу, Китай.                 | 1999 | Пролёт 1385 метров                                                          |
| Новый мост Карквинес           | Сан-Франциско, США.            | 2003 | Пролёт 728 метров                                                           |
| Мост Рио-Антирио               | Коринфский залив, Греция.      | 2004 | 3 пролёта по 560 метров                                                     |